# Marcel Ramon Ponickwar de Souza
Marcel Ramon Ponickwar de Souza, conosciuto semplicemente come Marcel (Campinas, 4 dicembre 1956), è un ex cestista e allenatore di pallacanestro brasiliano.
È il fratello di Maury.

## Carriera
Con il Brasile ha disputato quattro edizioni dei Giochi olimpici (Mosca 1980, Los Angeles 1984, Seul 1988, Barcellona 1992), cinque dei Campionati mondiali (1974, 1978, 1982, 1986, 1990) e quattro dei Campionati americani (1980, 1988, 1989, 1992).

## Palmarès
- Coppa Intercontinentale: 1

EC Sírio: 1979